# Christopher Bowman
Christopher Nicol Bowman (Hollywood, 30 marzo 1967 – Los Angeles, 10 gennaio 2008) è stato un pattinatore artistico su ghiaccio statunitense, specializzato nel singolo.

## Palmarès
| Internazionali                     | Internazionali | Internazionali | Internazionali | Internazionali | Internazionali | Internazionali | Internazionali | Internazionali | Internazionali | Internazionali |
| Evento                             | 1982–83        | 1983–84        | 1984–85        | 1985–86        | 1986–87        | 1987–88        | 1988–89        | 1989–90        | 1990–91        | 1991–92        |
| ---------------------------------- | -------------- | -------------- | -------------- | -------------- | -------------- | -------------- | -------------- | -------------- | -------------- | -------------- |
| Giochi olimpici invernali          |                |                |                |                |                | 7°             |                |                |                | 4°             |
| Campionati mondiali                |                |                |                |                | 7°             | 5°             | 2°             | 3°             | 5°             | 4°             |
| Goodwill Games                     |                |                |                |                |                |                |                |                | 6°             |                |
| Fujifilm Trophy                    |                |                |                |                |                | 1°             |                |                |                |                |
| Inter. de Paris                    |                |                |                |                |                |                |                |                | 1°             |                |
| NHK Trophy                         |                |                |                |                |                | 1°             |                |                |                |                |
| Skate America                      |                |                |                | 4°             |                |                | 1°             | 1°             | 2°             | 1°             |
| Skate Canada                       |                |                |                |                | 2°             |                |                |                |                |                |
| Prize of Moscow News               |                |                |                | 4°             |                |                |                |                |                |                |
| St. Ivel International             |                |                |                | 3°             |                |                | 2°             |                |                |                |
| Internazionali: Junior             |                |                |                |                |                |                |                |                |                |                |
| Campionati mondiali                | 1°             |                |                |                |                |                |                |                |                |                |
| Nazionali                          |                |                |                |                |                |                |                |                |                |                |
| Campionato statunitense            | 1° J           | 9°             | 4°             | R              | 2°             | 3°             | 1°             | R              | 2°             | 1°             |
| J = Categoria Junior; R = Ritirato |                |                |                |                |                |                |                |                |                |                |